# Brachyptera tristis
Brachyptera tristis är en bäcksländeart som först beskrevs av František Klapálek 1901.  Brachyptera tristis ingår i släktet Brachyptera och familjen vingbandbäcksländor. Inga underarter finns listade i Catalogue of Life.